# دوف ماركوس
دوف ماركوس (بالإنجليزية: Dov Markus)‏ هو لاعب كرة قدم وحكم كرة قدم أمريكي، ولد في 31 يناير 1946 في دونباس في أوكرانيا. لعب مع نيويورك جنرالز ‏.